# Armadillo de cua nua septentrional
L'armadillo de cua nua septentrional (Cabassous centralis) és una espècie d'armadillo tolipeutí. La seva distribució s'estén des del sud de Mèxic fins a Colòmbia i Veneçuela i és una de les dues úniques espècies d'armadillo que es troben fora de Sud-amèrica.